# Szváziföld uralkodóinak listája
Szváziföldön az uralkodók címe a ngwenyama ’király’ (ez szvázi nyelven szó szerint oroszlánt jelent), a királynő címe a ndlovukati („nőstény elefánt”), az uralkodók listája pedig a következő:

## Királyok 1780 előtt
- I. Dlamini
- I. Mswati
- II. Ngwane
- II. Dlamini
- II. Nkosi
- I. Mavuso
- Magudulela
- I. Ludvonga
- III. Dlamini

## Szváziföld királyai (1780–1903)
| Uralkodó | Uralkodó | Uralkodó                                                  | Uralkodása         | Uralkodása         | Dinasztia                                                  | Megjegyzés |
| -------- | -------- | --------------------------------------------------------- | ------------------ | ------------------ | ---------------------------------------------------------- | ---------- |
| 1        |          | III. Ngwane (c. 1745–1780)                                | 1745               | 1780               |                                                            |            |
| -        |          | LaYaka Ndwandwe                                           | 1780               | 1780               | Régens királyné.                                           |            |
| 2        |          | Ndvungunye (c. 1760–1815)                                 | 1780               | 1815               |                                                            |            |
| -        |          | Lomvula Mndzebele                                         | 1815               | 1815               | Régens királyné.                                           |            |
| 3        |          | I. Sobhuza (c. 1780–1836)                                 | 1815               | 1836               |                                                            |            |
| -        |          | Lojiba Simelane                                           | 1836               | 1840               | Régens királyné.                                           |            |
| 4        |          | II. Mswati (c. 1820–1868)                                 | 1840               | 1868               | I. Sobhuza és Tsandzile Ndwandwe fia.                      |            |
| -        |          | Tsandzile Ndwandwe                                        | 1868               | 1875               | I. Sobhuza felesége. Régens királyné.                      |            |
| -        |          | Ludvonga (c. 1855–1872)                                   | Nem uralkodott.    | Nem uralkodott.    | Szváziföld koronahercege                                   |            |
| 5        |          | Mbandzeni (IV. Dlamini) (1855–1889)                       | 1875               | 1889. április 7.   | II. Mswati fia.                                            |            |
| -        |          | Tibati Nkambule                                           | 1889. április 7.   | 1894               | Régens királyné.                                           |            |
| 6        |          | V. Ngwane (1876. május 11. – 1899. december 10.)          | 1895. január       | 1899. december 10. | Mbandzeni (IV. Dlamini) és Labotsibeni Gwamile Mdluli fia. |            |
| -        |          | Labotsibeni Gwamile Mdluli (1859 c. – 1925. december 25.) | 1899. december 10. | 1903. augusztus 7. | Mbandzeni (IV. Dlamini) felesége. Régens királyné.         |            |

## A Szváziföldi Protekturátus legfőbb főnöke (1903-1968)
| Uralkodó | Uralkodó | Uralkodó                                                  | Uralkodása         | Uralkodása          | Dinasztia                                          | Megjegyzés |
| -------- | -------- | --------------------------------------------------------- | ------------------ | ------------------- | -------------------------------------------------- | ---------- |
|          |          | Labotsibeni Gwamile Mdluli (1859 c. – 1925. december 25.) | 1903. augusztus 7. | 1921. december 22.  | Mbandzeni (IV. Dlamini) felesége. Régens királyné. |            |
| 1        |          | II. Sobhuza 1899. július 22. – 1982. augusztus 21.        | 1921. december 22. | 1968. szeptember 2. | V. Ngwane fia.                                     |            |

## A független Szváziföld királyai (1968 – napjainkig)
| Uralkodó | Uralkodó | Uralkodó                                                | Uralkodása          | Uralkodása          | Dinasztia   | Megjegyzés                                                |
| -------- | -------- | ------------------------------------------------------- | ------------------- | ------------------- | ----------- | --------------------------------------------------------- |
| 1        |          | II. Sobhuza 1899. július 22. – 1982. augusztus 21. (83) | 1968. szeptember 2. | 1982. augusztus 21. | Dlamini-ház | V. Ngwane fia.                                            |
| -        |          | Dzeliwe (1927 – 2003)                                   | 1982. augusztus 21. | 1983. március 25.   |             | II. Sobhuza felesége. Régens királyné.                    |
| -        |          | Ntombi (1950)                                           | 1983. március 25.   | 1986. április 24.   |             | II. Sobhuza felesége. III. Mswati anyja. Régens királyné. |
| 2        |          | III. Mswati 1968. április 19. –                         | 1986. április 25.   |                     | Dlamini-ház |                                                           |